# Werner Brehm
Werner Brehm (* 15. Mai 1954) ist ein ehemaliger deutscher Fußballspieler.

## Karriere
Brehm absolvierte in der Fußball-Bundesliga Saison 1972/73 ein Spiel für den 1. FC Kaiserslautern. Von Trainer Dietrich Weise wurde er am 28. Spieltag bei der 3:0-Auswärtsniederlage gegen den VfL Bochum eingesetzt. Mit der Amateurmannschaft vom 1. FC Kaiserslautern wurde er 1973 Deutscher Amateurvizemeister. 1974 wechselte er zum SV Wiesbaden, wo er zwei Spielzeiten blieb, bevor er für Hassia Bingen vier Jahre und den FK Pirmasens zwei Jahre spielte. Mit der Auswahlmannschaft des Südwestdeutschen Fußballverbandes deren Kapitän er war, wurde Brehm zweimal 1981 und 1982 Deutscher Länderpokalsieger. 1995 bis 1996 war Werner Brehm Trainer der U19-Mannschaft des 1. FC Kaiserslautern. Werner Brehm ist selbständiger Kaufmann und lebt heute wieder in seinem Heimatort in der Pfalz.